# The Nighthawks
The Nighthawks – amerykańska grupa bluesowa z Waszyngtonu.

## Skład zespołu
- Mark Wenner – wokale, harmonijka
- Paul Bell – gitara
- Johnny Castle – gitara basowa
- Mark Stutso – instrumenty perkusyjne; zastąpił Pete'a Ragusa'ę

### Byli członkowie
- Jan Zukowski – gitara basowa
- Jimmy Thackery – gitara
- Pete Kanaras – gitara
- Pete Ragusa – bębny

## Dyskografia

### Albumy studyjne
- 2009: American Landscape (PowerHouse)
- 1999: Still Wild (Ruf)
- 1996 (reedycja: 2002): Pain and Paradise (Big Mo; reedycja: Ruf)
- 1992 (reedycja: 2002): Trouble (PowerHouse; reedycja: 2002)
- 1986: Hard Living (Varrick)
- 1979: Jacks & Kings Volume I & II (Adelphi)
- 1977 (reedycja: 1992): Side Pocket Shot (Adelphi; reedycja: Genes)
- 1976: Open All Night (Adelphi)
- 1974 (reedycja: 1983, 1992): Rock 'N' Roll (Adelphi; reedycja: Varrick)

### Albumy koncertowe
- 2006: Blue Moon In Your Eye (Live at The Barns at Wolf Trap) (CD+DVD)
- 2004: Live at The State Theater (with Special Guest: Hubert Sumlin) (Video CD+DVD)
- 2002: Live Tonite! (Ruf)
- 1988: Backtrack – Live (Varrick)
- 1987: Live in Europe (Crosscut)
- 1982 (reedycja: 1997): Times Four (Adelphi; reedycja: Genes)
- 1982 (reedycja: 1983): Ten Years Live (Chesapeake; reedycja: Varrick)
- 1976 (reedycja: 1995): Live at the Psyche Delly (Adelphi; reedycja: Genes)

### Antologie
- 1990: The Best of The Nighthawks (Genes)